# 준짱의 응원가
『준짱의 응원가(純ちゃんの応援歌)』는 NHK 연속 TV 소설 41편이다. 방송 기간은 1988년 (쇼와 63년) 10월 3일 ~ 1989년 ( 헤이세이 원년) 4월 1일이었다.
1988 ~ 89년 평균 시청률 38.6%, 최고 시청률 44.0% (칸토 지구, 비디오 리서치 조사). 총 151회이다.
주연의 야마구치 토모코는 이 작품으로 여배우 데뷔하게 된다. 또한 이후에 부부가되는 야마구치와 카라사와 토시아키와의 첫 공연작으로도 알려져있다.

## 스토리
1947년 (쇼와 22년) 8월. 준코 형제의 오노가는 와카야마에 피난가있었고, 아버지가 돌아오기를 애타게 기다리고 있었다. 그들이 사는 미야마 마을 에 GHQ에서 왔다고 자칭하는 남자 2 명, 조지 키타가와와 速見秀平가 와서 현지 흥 원사 임업의 땅을 빌리러 왔다. 그러나 키타가와는 사기꾼으로 바뀌었고, 준코의 설득에 의해 마음을 바꾸고 미야마 마을을 떠난다. 남은 秀平는 흥원사에서 일하다 모국 미국으로 귀국한다.
그 후, 아버지 요이치로가 만주에서 귀국한다. 그는 어머니에게 버림받은 소년 유타도 데리고 왔다. 우여곡절 끝에 유타는 오노가에 의탁하였고, 결국 가족은 유타를 입양하려는 생각을 갖게된다. 그러나 취직이 정해진 요이치로는 심장병을 악화되었고, 어이 없게 숨을 거두고 말았다. 유타를 양자로 맞아 들인 가족은 새로운 길을 찾아 오사카로 이사를 간다.
한 여자가 한신 고시엔 구장 근처 여관의 한 사람의 여주인 될때까지를 그린 분투기.

## 스탭
- 각본 - 후세 히로이치
- 음악 -아사카와 토키유키
- 타이틀 화면 -요모기다 야스히로
- 풍속 고증 - 미타 준이치
- 오사카 언어지도 - 나루오 요네코
- 와카야마 언어지도 - 츠치야 恵司

오사카 언어지도를 한 나루오는 게스트 출연을 한 적이있다.
- 연출 - 사토 미키오
- 이야기 - 스기우라 나오키

## 캐스팅
오노 쥰코
배우 - 야마구치 토모코
주인공. 형제 생각으로 돌보기는 것을 좋아하고, 친절하지만 질투하는 모습도 보인다. 오사카로 이사를 가, 식당을 경영, 나중에 여관의 여주인이된다.
하야미 슈헤이(토마스 S · 하야미)
배우 - 타카시마 마사히로
일본계 미국인. 카메라맨을 목표로하고있다.
오노 요이치로
배우 - 카와즈 유스케
쥰코의 아버지. 큐스케와 배터리를 짜고 있었다.
오노 아키
배우 - 이토 에이코
준코의 어머니. 심이 강하고 바느질이 특기.
오노 쿄코
배우 - 마츠모토 사유리
준코의 여동생. 다카라즈카 가극단을 목표로 하고있다.
오노 아키라
배우 - 니시카와 히로시 (아역 : 이와시바 코지)
준코의 동생. 난폭한 성격으로 문제를 만드는 일도 자주있다.
하야시 유타
배우 - 카라사와 토시아키 (아역 : 다카오카 토시히로)
요이치로와 함께 만주에서 돌아왔다. 후 오노가에 입양된다.
하야미 요코
배우 -오고 아스카 (유소기 : 무라카미 사오리 )
준코와 슈헤이의 딸.
사이카 큐스케
배우 - 2대 카츠라 시쟈쿠
아키라 우리가 다니는 초등학교의 교장 선생님. 후에 작가가된다.
쿄엔지 츠야
배우 - 시라카와 유미
큐스케의 누나. 쿄엔지 임업의 주인. 준코의 성장과 활약을 따뜻하게 지켜 본다.
쿄엔지 세이타유
배우 - 쇼후쿠테이 츠루베
츠야기의 장남. 심약한 때로는 남자다운 곳도. 준코를 짝사랑 하고 있다.
쿄엔지 키요히코
배우 - 나마세 카츠히사
츠야의 차남. 소심한 오빠 긍정적 다유를 너무 기분 좋게 생각하지 않는 것.
쿄엔지 아야
배우 - 시게타 치사토 (아역 : 하루키 미사요)
츠야의 장녀. 긍정적 다유와는 대조적으로, 좀처럼 야무진 성격.
조지 키타가와
배우 - 호소카와 토시유키
쇼헤이와 함께 일본 방문. 사기꾼이었지만, 츠야와의 만남에서 마음을 고쳐먹음.
경내 노비
배우 - 니시오카 케이코
준코을 "아버지"라고 부르는 것을 원함, 아베노 상인. かかあ天下.
시즈오
배우 -오시타니 카오리
준코의 친구. 매우 행동적인 여성.
사유리
배우 - 노자키 요시즈미 (아역 : 모치즈키 치하루 )
시즈오의 여동생. 초등학교에서는 아이돌적 존재.
키요하라 킨이치로
배우 - 하마무라 순
미야마 마을 에 사는 변호사.슈헤이와는 먼 친척.
키요하라 스미
배우 - 고바야시 이즈미
킨이치로의 아내. 약이 필수적인 노쇠 한 상태.
우시야마 긴타로
배우 - 타카시마 마사노부 (아역 : 닛타 츠토무 )
마을 골목 대장. 아키라와 유타와는 사이가 좋다.
우시야마 모모
배우 - 후지야마 나오미
긴타 어머니. 미망인. 나중에 준코와 함께 식당을 운영.
킨
배우 - 쇼지 테루에
긴타 할머니. 그녀도 과부이다.
우메
배우 - 츠시마 미치코
킨타로의 증조모. 그녀도 러일 전쟁에서 남편을 잃었다.
스티브 니시카와
배우 - 키타 쿄이치
오노가 근처에 산다. 마임 예술가이지만, 별로 팔리지 않았다.
무라야마
배우 - 하라 테츠오
아베노 상인의 우두머리.
세츠코
배우 - 후세 마호
큐스케가 일하는 「전래 출판」의 비서.
노나카 키쿠
배우 - 쿠레나이 마코
준코가 일하기로 한 여관의 전 여주인.
코가 마사요
배우 - 히이로 토모에
유타의 친어머니. 만주에서 아들을 버린 것을 후회하고있다.
모지
배우 - 오치아이 토모코
카츠
배우 - 코타니 히데즈미
마을의 아이들.
기타
배우 - 스에히로 마키코, 카토 케이 등

## 주의
- 나마세는이시기槍魔栗三助라는 예명으로 활동하고 있었지만,이 예명으로는 NHK 출연자답지 않은로서 본명으로 출연, 개명의 계기가되었다.
- 또한 紅萬子도 예명의 읽는 법이 "쿠레나이 만코"에서는 전술의 이유로 적합하지 않아, "쿠레나이 마코"로 출연했다.

## 결방
1989년 (쇼와 64년) 1월 7일에는 쇼와 천황의 붕어로 인해 결방됐다. 또한, 최대 최소의 대안으로 같은 해 ( 헤이세이 원년) 1월 9일부터 1월 13일 방송은 각각 1 회씩 순연하고, 1월 14일에는 본래의 13일 방송분과 함께 2개 분량이 함께 방송되었다. 따라서 이 작품은 쇼와의 마지막 작품이자, 헤이세이 최초의 NHK 연속 TV 소설이라는 것이 된다 .

## 뒷이야기
카라사와 토시아키의 에세이 「두 사람」에 따르면, 본편의 니시카와 히로시가 연기하는 아카리가 사망하고, 출연자가 슬픔에 잠기는 장면에서 야마구치 토모코가 아무리 노력해도 눈물이 나질않아, 재촬영을 요구했다. 이 장면을 자신의 볼거리하려고 한 카라사와는 불만을 가지고 있던 것. 그러나 야마구치 깊숙이 고개를 숙여 사과하였고, "아니, 괜찮아"라고 대답했다고 한다. 이 것을 계기로 카라사와은 야마구치에게 호의를 갖기 시작했다고한다.

## 소프트화
2006년에 완전판 DVD가 발매되었다.